# Старий Бубель
Старий Бубель, або Бубель (пол. Stary Bubel) — село в Польщі, у гміні Янів Підляський Більського повіту Люблінського воєводства. Населення — 175 осіб (2011).

## Історія
1740 року вперше згадується православна церква в селі.
За даними етнографічної експедиції 1869—1870 років під керівництвом Павла Чубинського, у селі Бубель проживали лише греко-католики, які розмовляли українською мовою.
У 1921 році село входило до складу гміни Павлів Костянтинівського повіту Люблінського воєводства Польської Республіки.
За переписом населення Польщі 10 вересня 1921 року в селі налічувалося 51 будинок та 259 мешканців, з них:
- 126 чоловіків та 133 жінки;
- 241 православний, 15 римо-католиків, 3 юдеї;
- 204 українці, 51 поляк, 3 євреї, 1 особа іншої національності.

За звітом польської поліції, у 1935 році православна парафія Бубеля Старого налічувала 1000 вірян.
У міжвоєнні 1918—1939 роки польська влада в рамках великої акції руйнування українських храмів на Холмщині і Підляшші перетворила місцеву православну церкву на римо-католицький костел.
У 1943 році в селі мешкало 282 українці, 44 росіяни та 14 поляків.
У 1975—1998 роках село належало до Білопідляського воєводства.

## Населення
Демографічна структура станом на 31 березня 2011 року:
|          | Загалом | Допрацездатний вік | Працездатний вік | Постпрацездатний вік |
| -------- | ------- | ------------------ | ---------------- | -------------------- |
| Чоловіки | 86      | 23                 | 53               | 10                   |
| Жінки    | 89      | 20                 | 43               | 26                   |
| Разом    | 175     | 43                 | 96               | 36                   |